# Barone erőd
Barone erőd (horvátul: Tvrđava Subićevac) egy újkori erőd Horvátországban, Šibenik város határában. A másik három erőddel együtt a šibeniki erődítményrendszer része. Jelentős szerepet játszott a város védelmében az oszmánok ellen a kandiai háború idején. Sokáig viselte egykori védője, báró Christoph Martin von Degenfeld nevét. A 20. század elején a környező erődökhöz hasonlóan átkeresztelték. A középkori horvát főnemesi Šubić családról a Šubićevac nevet kapta.

## Fekvése
Az erőd a városközponttól északra emelkedő 72 magas Vidakuša-domb tetején található. 

## Története
Az erődöt a szomszédos Szent János erőddel együtt a kandiai háború alatt építették. A kandiai háború kezdetén Šibenik városának nagy szüksége volt további erődítésekre. A város polgárai már a 16. század közepe óta hangsúlyozták a várostól északra fekvő dombokon építendő erődítmények szükségességét, mert a városfalakat és a Szent Mihály erődöt nem úgy építették, hogy elviseljen bármilyen hosszan tartó tüzérségi támadást. A velencei szenátus azonban pénzhiány miatt folyamatosan elutasította ezeket a kéréseket. 1646 tavaszán, egy évvel a velenceiek és az oszmánok közötti kandiai háború kitörése után, a boszniai pasa nagy hadsereget kezdett összegyűjteni Dalmácia megtámadására. 
Ebben az időben egy velencei szolgálatban álló német nemes, báró Christoph Martin von Degenfeld vette át a város védelmét, Šibenikbe pedig egy genovai hadmérnök, Antonio Leni atya érkezett, hogy vázlatokat készítsen a város védelmének szükséges megerősítéséhez. Amikor a Šibenik lakói megújították védelem iránti kérelmüket, a velenceiek még egyszer megtagadták tőlük a pénzügyi alapokat, de a polgároknak nem tiltották meg kifejezetten, hogy az erődítményt maguk építsék fel. Ennek hallatára saját kezükbe vették az ügyet. Mind a Barone-erőd, mind a szomszédos Szent János erőd építése 1646. augusztus 1-jén kezdődött, és mindkét erődöt 58 nap alatt sikerült sikeresen megépíteni. Az első oszmán ostromot 1646 októberében alig hét nap alatt verték vissza. Az erődöket a következő tél folyamán megerősítették, és felkészültek a következő támadásra.
1647. augusztus 17-én Techieli pasa oszmán parancsnok a római kor óta Dalmáciába betörő legnagyobb hadsereggel, 25 000 katonával és nehéz tüzérséggel érkezett Šibenikbe. Heves egy hónapos ostrom után az ellenség mind létszámban, mind felszerelésben elszenvedett nagy veszteségekkel vonult vissza Drniš felé és soha nem sikerült meghódítaniuk Šibeniket. Tizenhárom évvel később, 1659-ben a velencei kormányzó, Antonio Bernardo indította el azokat az építési munkálatokat, amelyek az erődöt a kor építészet színvonalának megfelelő katonai objektummá változtatták.

## A vár mai állapota
A Barone erőd eredetileg kissé másképp nézett ki, mint ma. Ennek az az oka, hogy szárazkő technikával, valószínűleg sietve építették meg, ezért később korszerűsíteni kellett. A szabálytalan csillag alaprajzúra formált erőd a földhalmokkal megerősített bástyáknak köszönhetően ellenállt az ellenséges ágyúknak. Az erőd északi részén (a szarvmű) két pajzsfallal összekötött félbástya volt. Ez volt a tüzérség harcálláspontja. A déli részét laktanyáknak és raktáraknak használták. Miután az oszmán fenyegetés elmúlt az erődöt rosszul tartották karban, és az eredeti objektumok idővel leomlottak vagy romosakká váltak. A 20. század elején az erődöt Šibenik városa vásárolta meg. Ezután történt átnevezése.
A Barone erődöt egy 1,38 millió euró értékű, uniós finanszírozású projekt keretében újították fel és 2016 januárjában nyitották meg újra. A felújított Szent Mihály erődhöz hasonlóan 2016-ban elnyerte az Év Országos Kulturális látványosságainak díját is. Most látogatóinak kibővített valóság platformon és más multimédiás szolgáltatásokon keresztül kínál digitális túrát Šibenik múltjában.

## Fordítás
Ez a szócikk részben vagy egészben  a   Barone Fortress című angol Wikipédia-szócikk ezen változatának fordításán alapul.  Az eredeti cikk szerkesztőit annak laptörténete sorolja fel. Ez a jelzés csupán a megfogalmazás eredetét és a szerzői jogokat jelzi, nem szolgál a cikkben szereplő információk forrásmegjelöléseként.